# Maria Barroso

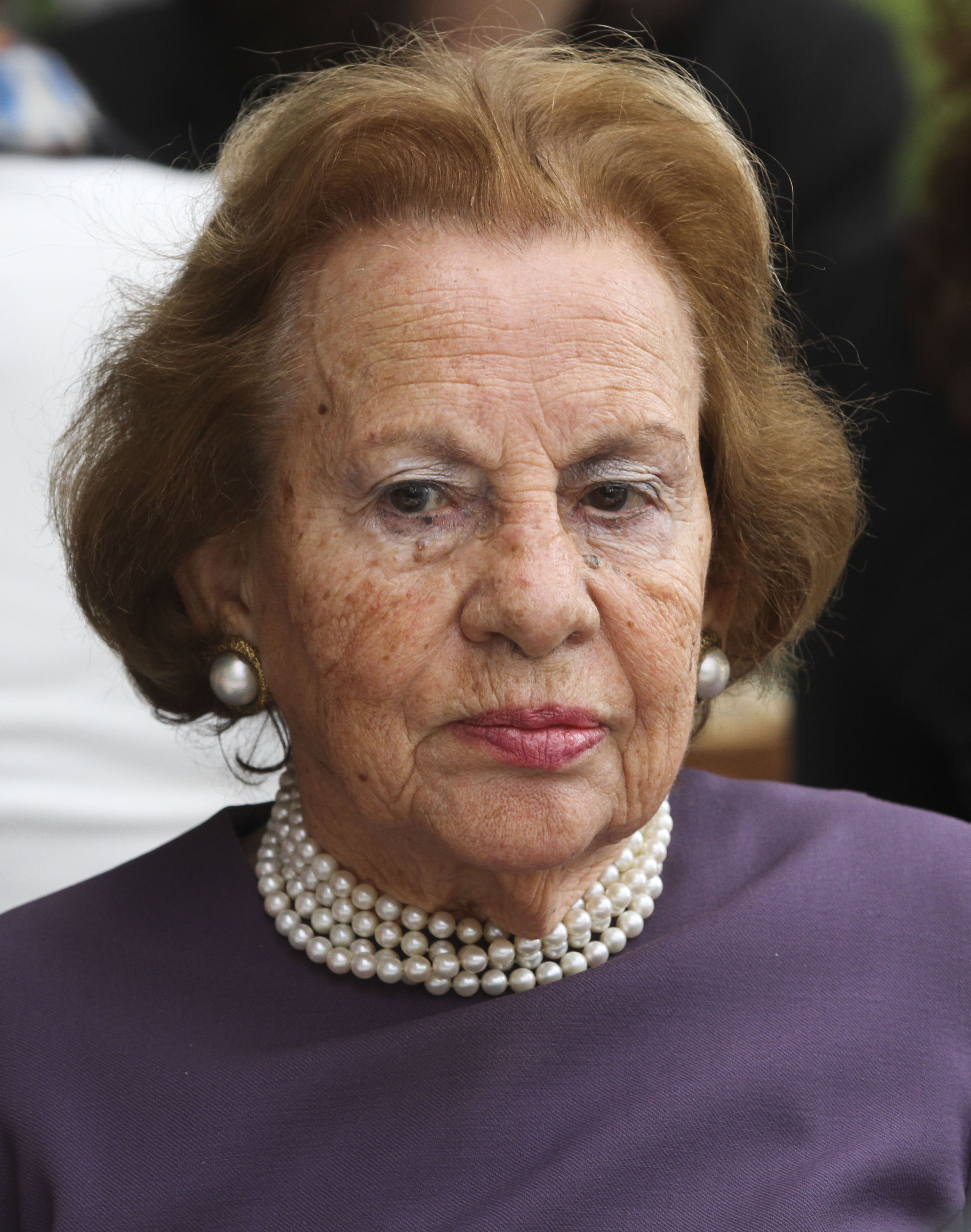
Maria Barroso in Lissabon, März 2013.

Maria de Jesus Simões Barroso Soares (* 2. Mai 1925 in Fuseta, Olhão; † 7. Juli 2015 in São Domingos de Benfica, Lissabon) war eine portugiesische Schauspielerin und Politikerin. Als Ehefrau von Mário Soares war sie von März 1986 bis März 1996 Primeira-dama von Portugal.

## Leben
Maria Barroso, die nie ihren Mädchennamen aufgab, kam als Tochter des Militärs Alfredo José Barroso und von Maria da Encarnação Simões zur Welt. Sie war eine Tante des Chronisten und ehemaligen Staatssekretärs Alfredo Barroso und des Chirurgen Eduardo Barroso.
Sie besuchte die Gymnasien D. Filipa de Lencastre und Pedro Nunes in Lissabon. Es folgte ein Studium der Dramatischen Kunst an der Escola de Teatro do Conservatório Nacional, das sie 1943 mit Diplom abschloss. Im Anschluss studierte sie bis 1951 Geschichte und Philosophie an der Literaturwissenschaftlichen Fakultät der Universität Lissabon. Dort lernte sie Mário Soares kennen, den sie am 22. Februar 1949 im politischen Gefängnis Aljube heiratete.
Neben ihrem Studium verfolgte sie am Teatro Nacional D. Maria II ihre Karriere als Schauspielerin. Ihr Bühnendebüt gab sie 1944 unter der Regie von Palmira Bastos im Stück Aparências von Jacinto Benavente. Später schloss sie sich dem Ensemble von Amélia Rey Colaço und Robles Monteiro an. Daneben übernahm sie Rollen in Filmen von Paulo Rocha (1966 – Mudar de Vida) und Manoel de Oliveira (1975 – Benilde, Jungfrau und Mutter, 1979 – Das Verhängnis der Liebe, 1985 – Der seidene Schuh). Sie war Direktorin des von ihrem Schwiegervater João Lopes Soares gegründeten Colégio Moderno, bis sie die Leitung an ihre Tochter Isabel Barroso Soares abgab.
Während der Zeit des Estado Novo wurde ihr die Lehrbefugnis an öffentlichen und privaten Einrichtungen entzogen. Sie war 1969 Abgeordnete der Opposition und 1973 in Aveiro auf dem III. Kongress der Bewegung die einzige Frau, die während der Eröffnungssitzung sprach. Im April 1973 war sie in Bad Münstereifel Mitbegründerin des Partido Socialista und nach der Nelkenrevolution bis 1982 Abgeordnete in der Assembleia da República.
Als Primeira-dama trat sie für die Werte der Familie ein. 1990 gründete sie die Bewegung Emergência Moçambique. 1995 übernahm sie den Vorsitz der Aktivitäten zum Jahr des Kampfes gegen Rassismus, Fremdenfeindlichkeit, Antisemitismus und soziale Ausgrenzung. Von 1997 bis 2003 war sie Präsidentin des Cruz Vermelha Portuguesa. Außerdem war sie ab 1994 Mitbegründerin und Präsidentin des Verwaltungsrats der Menschenrechtsorganisation Pro Dignitate – Fundação de Direitos Humanos.
Am 7. Juli 2015 starb Maria Barroso im Hospital da Cruz Vermelha in Lissabon, nachdem sie zuhause, durch einen Sturz verursacht, ins Koma gefallen war.

## Filmografie
- 1966: Das Leben ändern (Mudar de Vida)
- 1975: Benilde, Jungfrau und Mutter (Benilde ou a Virgem Mãe)
- 1979: Das Verhängnis der Liebe (Amor de Perdição: Memórias de uma Família, Fernsehminiserie)
- 1985: Der seidene Schuh (Le soulier de satin)

## Ehrungen
- 1983: Großoffizier des Phönix-Ordens
- 1987: Großkreuz des Nordstern-Ordens
- 1988: Orden Karls III.
- 1989: Großkreuz des Rio Branco-Ordens
- 1990: Großkreuz des französischen Nationalverdienstordens
- 1991: Großkreuz des kolumbianischen Nationalverdienstordens
- 1991: Großkreuz des Militär- und Zivildienst-Ordens Adolphs von Nassau
- 1991: Großkreuz des Finnischen Ordens der Weißen Rose
- 9. Januar 1991: Großkreuz des Verdienstordens der Bundesrepublik Deutschland
- 1992: Großkreuz des Dannebrogordens
- 1994: Ehrendoktorin des Lesley College
- 1995: Großkreuz des Ouissam Alaouite
- 1996: Ehrendoktorin der Universität Aveiro
- 7. März 1997: Großkreuz des Ordem da Liberdade
- 1999: Ehrendoktorin der Universität Lissabon